# Basilica di Nostra Signora del Pilar
La basilica di Nostra Signora del Pilar, o semplicemente basilica del Pilar (in spagnolo Catedral-Basílica de Nuestra Señora del Pilar, in aragonese Basilica de Nuestra Sinyora d'o Pilar), è una chiesa cattolica che si trova a Saragozza, in Spagna. Nel 1948 è stata insignita del titolo di Basilica minore.
La basilica è dedicata alla Vergine Maria, sotto il suo titolo di Nostra Signora del Pilar celebrata come Madre dei popoli ispanici da papa Giovanni Paolo II. Viene considerata la chiesa dedicata alla più antica apparizione mariana della storia.

## Storia
La basilica di Nostra Signora del Pilar è uno dei più famosi santuari di Spagna e secondo la tradizione è stata fondata da Giacomo il Maggiore dopo che Maria, ancora vivente a Gerusalemme, gli era apparsa non in spirito ma nel suo corpo, seduta su un pilastro (pilar).
L'attuale chiesa è un edificio di proporzioni gigantesche dotato di grande cupola centrale, altre dieci cupole minori e quattro campanili; fu eretta a partire dal 1681 su progetto di Francisco Herrera il Giovane. All'interno cappelle e volte decorate da affreschi di noti artisti, di marmi, bronzi e argenti e nella santa capilla, cappella barocca a forma di tempietto ellittico, la piccola statua lignea della Madonna del XIV secolo vestita di paramenti preziosi posta su una colonna di alabastro.
La Santa Cappella è racchiusa nella parte centrale dell'edificio, trasformata nel 1765 da Ventura Rodriguez: è il cuore del Pilar, con l'immagine della Vergine. Sul retro ai fedeli è concesso di toccare la pietra originale.
Agli affreschi della cattedrale ha lavorato anche Goya, al quale nel 1772 fu affidato l'incarico di dipingere la Volta del Coreto di fronte alla Santa Cappella. Il tema scelto fu "L'Adorazione del Nome di Dio".
In questa opera Goya fonde la scenografia tardo barocca romana con il rococó: su diverse masse di nuvole dispone angeli, musicisti e cantori, che lodano la Gloria di Dio. 
La grande sensazione di profondità dello spazio è ottenuta mediante contrasti di luci e sottili effetti di chiaroscuro. Gli angeli nelle estremità della composizione catturano l'attenzione, guidando lo spettatore verso il triangolo luminoso del fondo, che rappresenta Dio nelle tre persone della Trinità, Padre, Figlio e Spirito Santo.
Nel 1780 Goya venne eletto membro della Reale Accademia di Belle arti di San Fernando e, quando tornò a Saragozza, diede avvio alla sua grande opera murale con la Regina Martyrum, ossia la decorazione di una cupola nella navata nord della Basilica del Pilar trovandosi a dipingere per la prima volta una superficie semisferica. Nella Basilica possono ammirarsi i bozzetti che Goya realizzò per la cupola Regina Martyrum.
Sull'altare maggiore si trova il retablo dell'Assunzione di Damiàn Forment realizzato dall'artista dal 1509 al 1518.
La basilica di Nostra Signora del Pilar è una delle due basiliche della città di Saragozza, ed è la concattedrale della città insieme alla vicina cattedrale di San Salvador. Tradizionalmente in onore della Madonna del Pilar si celebrano grandi feste dall'11 al 18 ottobre, in cui si balla l'antichissima jota, danza sacra e popolare.

## Il bombardamento
All'interno della basilica, appese a una parete, spiccano due bombe d'aereo. Si tratta di due dei tre ordigni sganciati sulla chiesa la notte del 3 agosto 1936 da un trimotore repubblicano decollato da Barcellona nei primi mesi della guerra civile spagnola, quando la Catalogna era schierata con i Repubblicani mentre l'Aragona era in mano ai Nazionalisti.
Il rapporto ufficiale riferisce di una bomba caduta sul selciato, a circa otto metri dalla facciata, che attualmente è indicata da una lapide, mentre le altre due bombe perforarono il tetto della basilica cadendo rispettivamente davanti all'altare della Vergine e nel coro. Inspiegabilmente, nessuna delle tre bombe esplose e i danni furono limitati a un modesto foro nella cornice.

## Galleria d'immagini

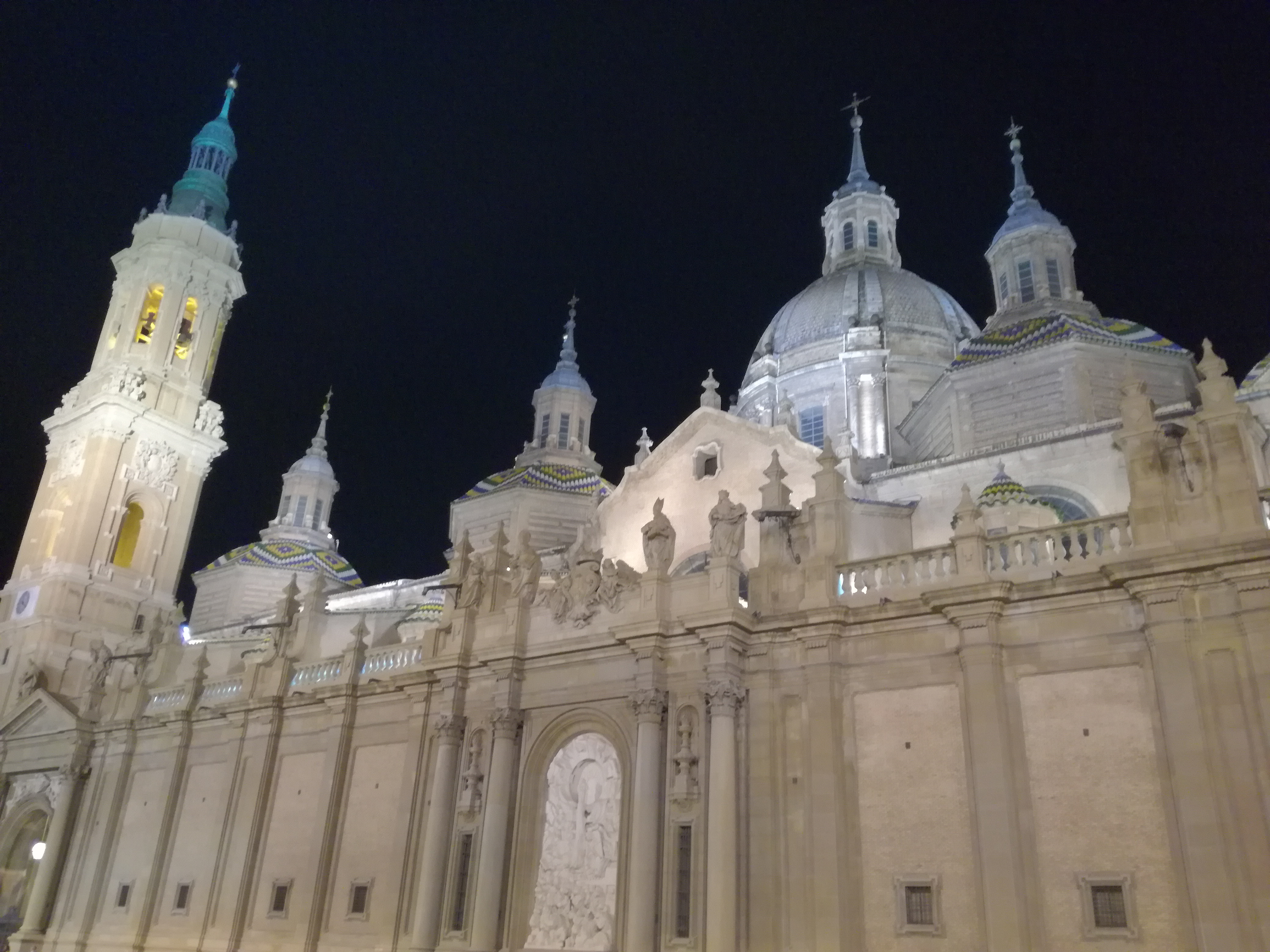
Cattedrale del Pilar di sera
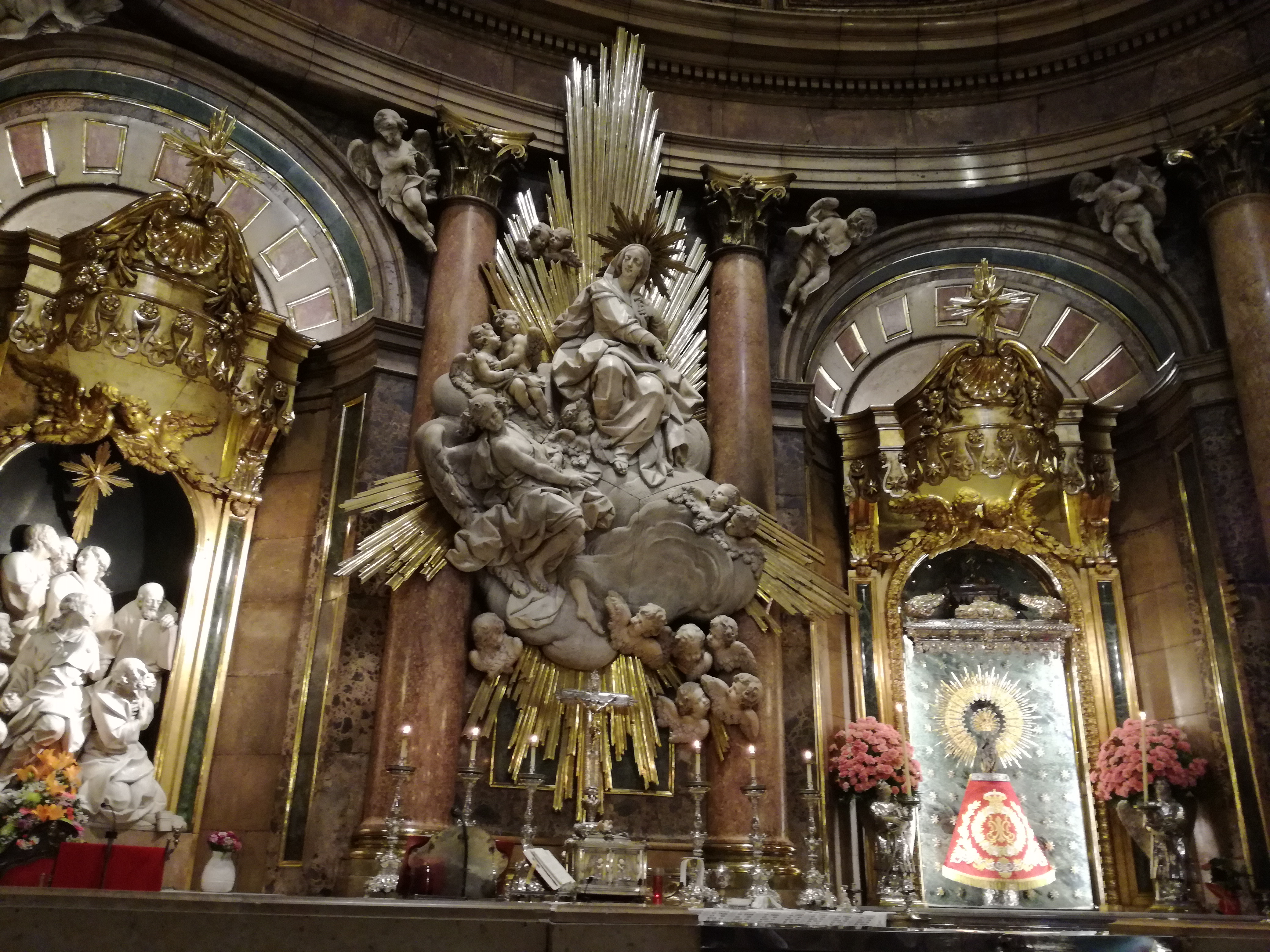
Cappella del Pilar
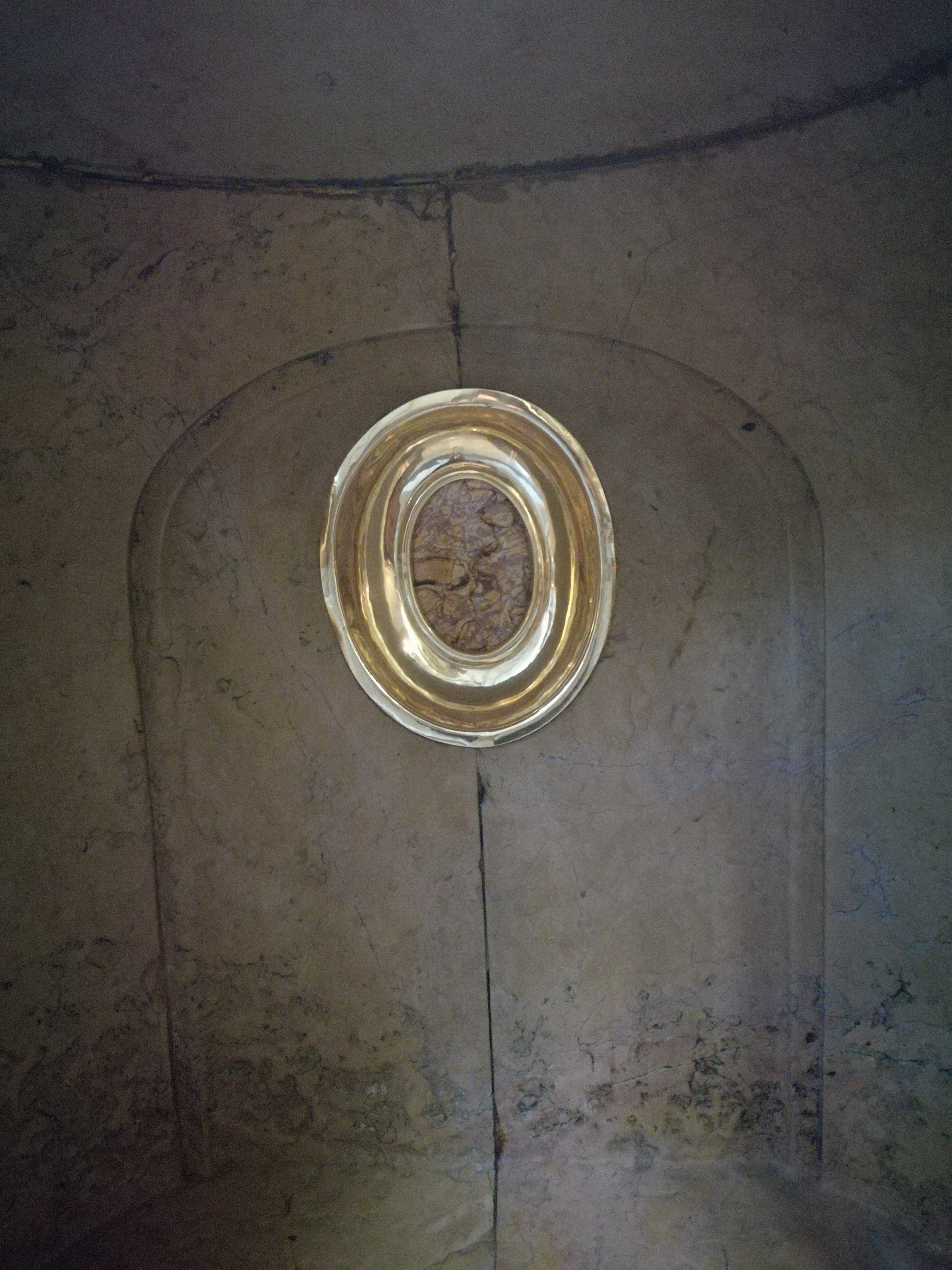
Pietra originale del Pilar
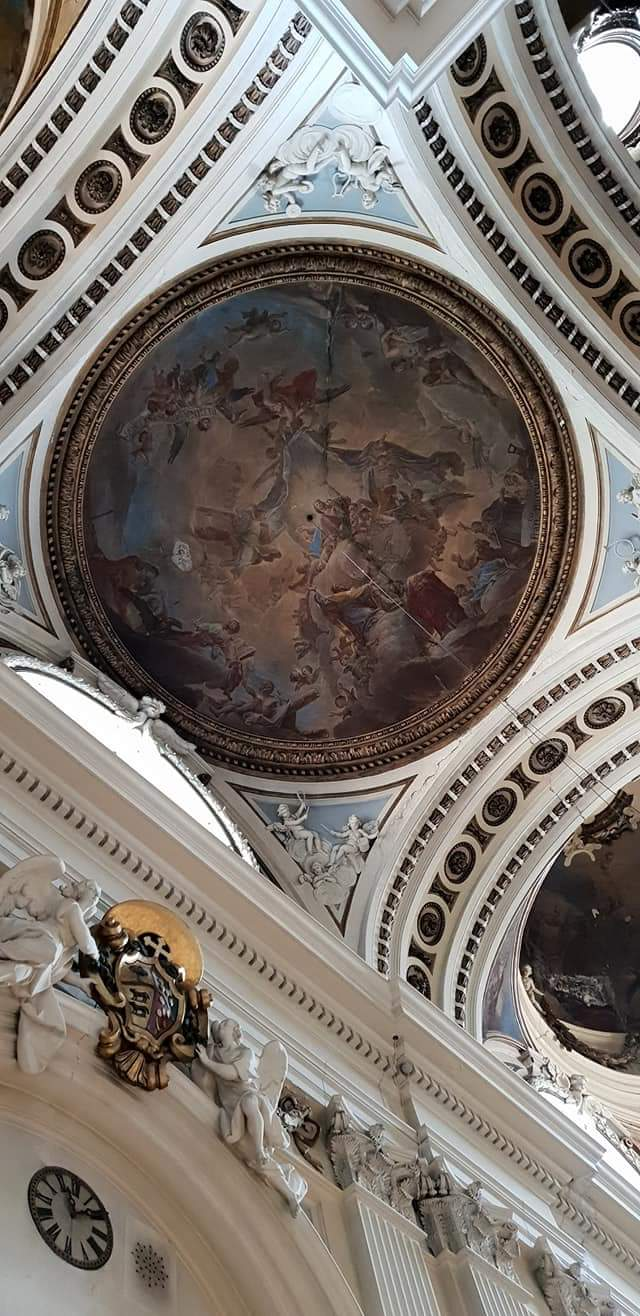
Cattedrale affreschi
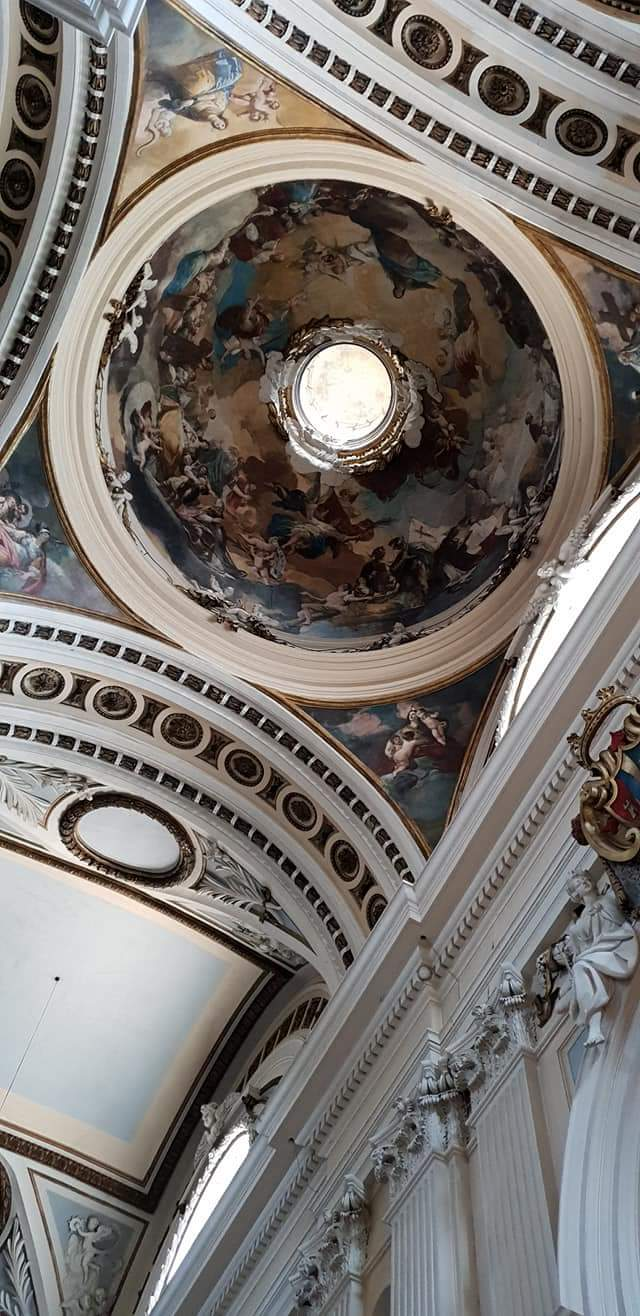
Cupola affrescata da Goya
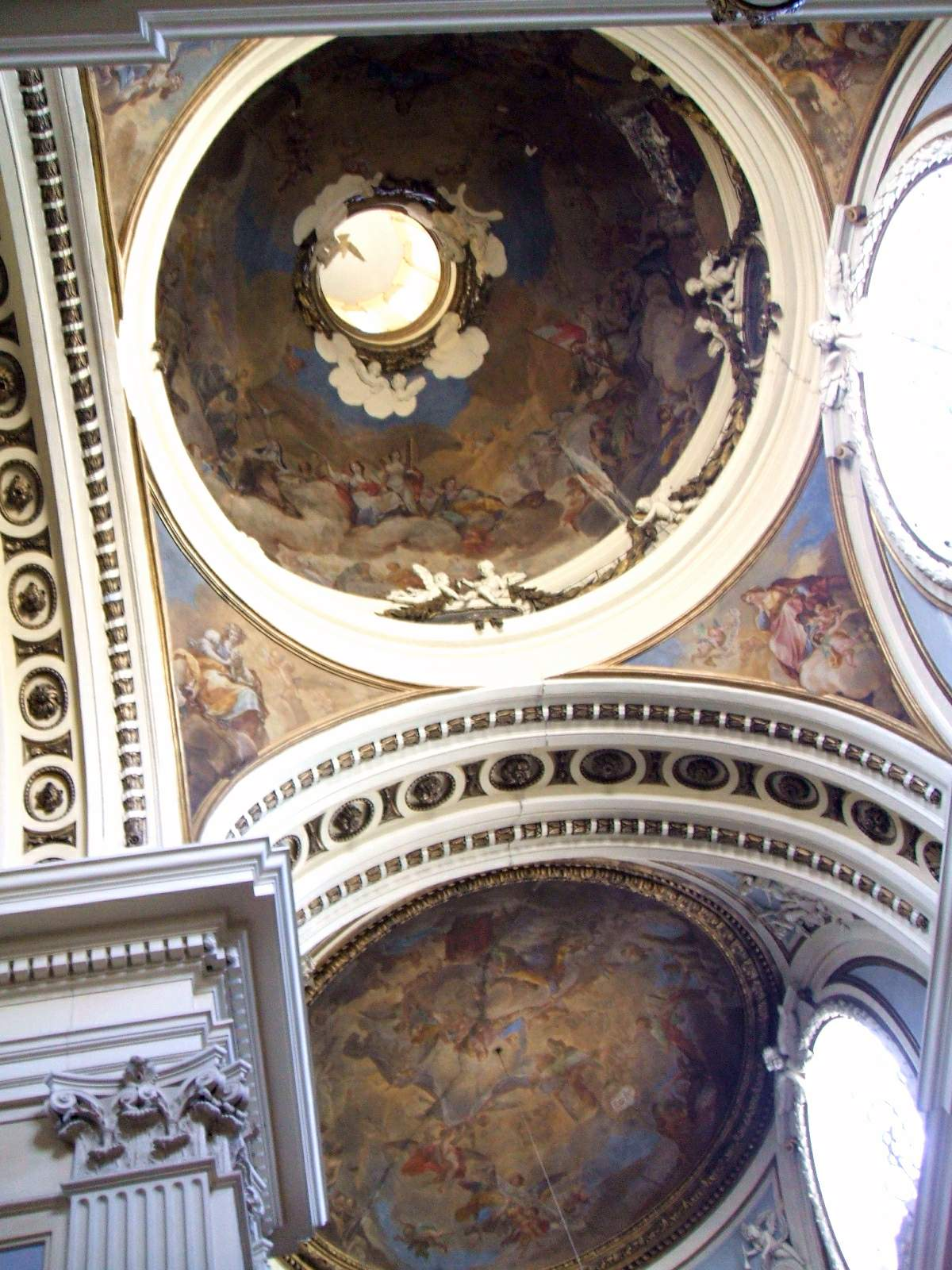
Cupola Regina Martirum (1781), di Francisco de Goya
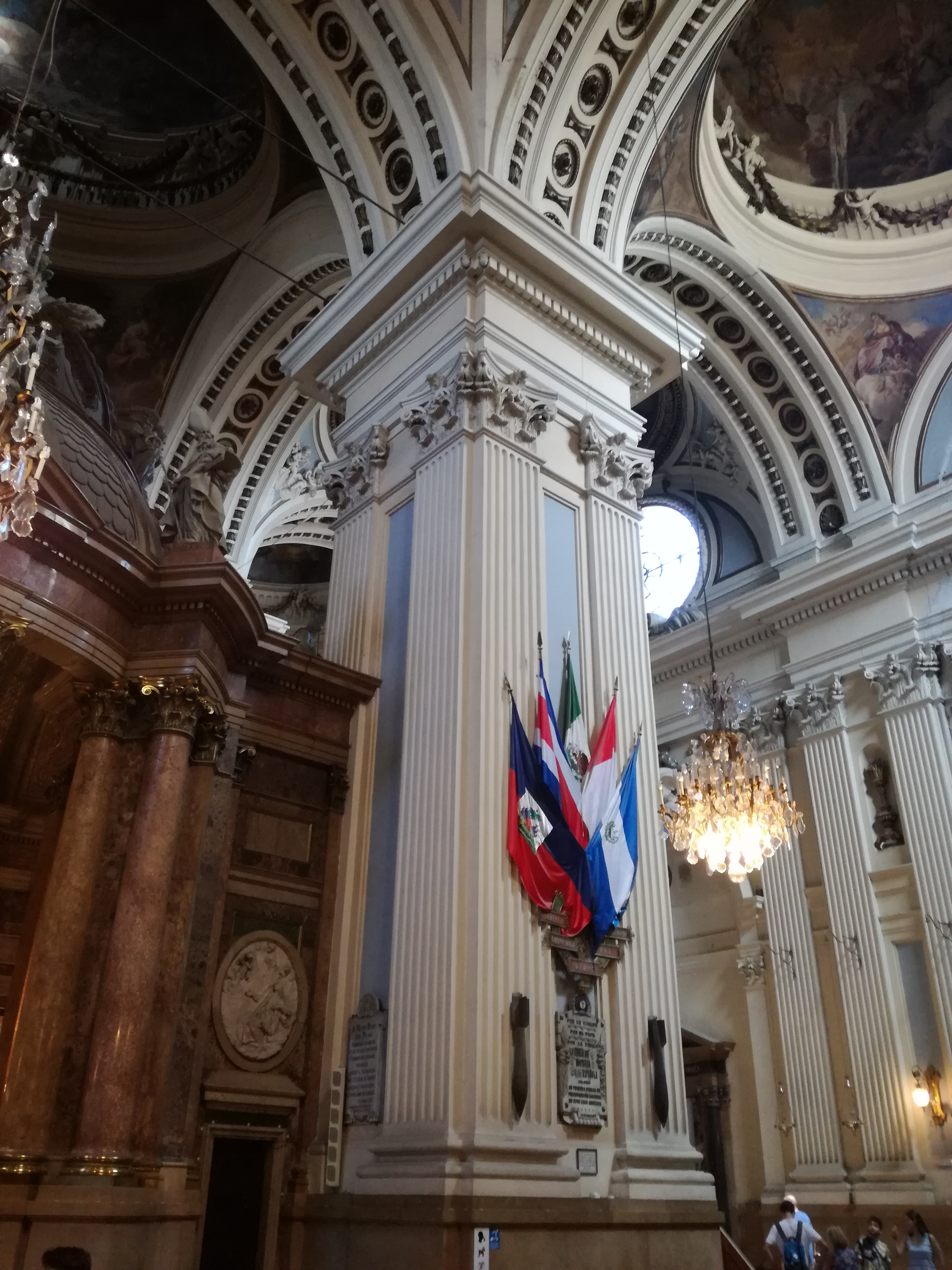
Bombe non esplose appese nella cattedrale del Pilar
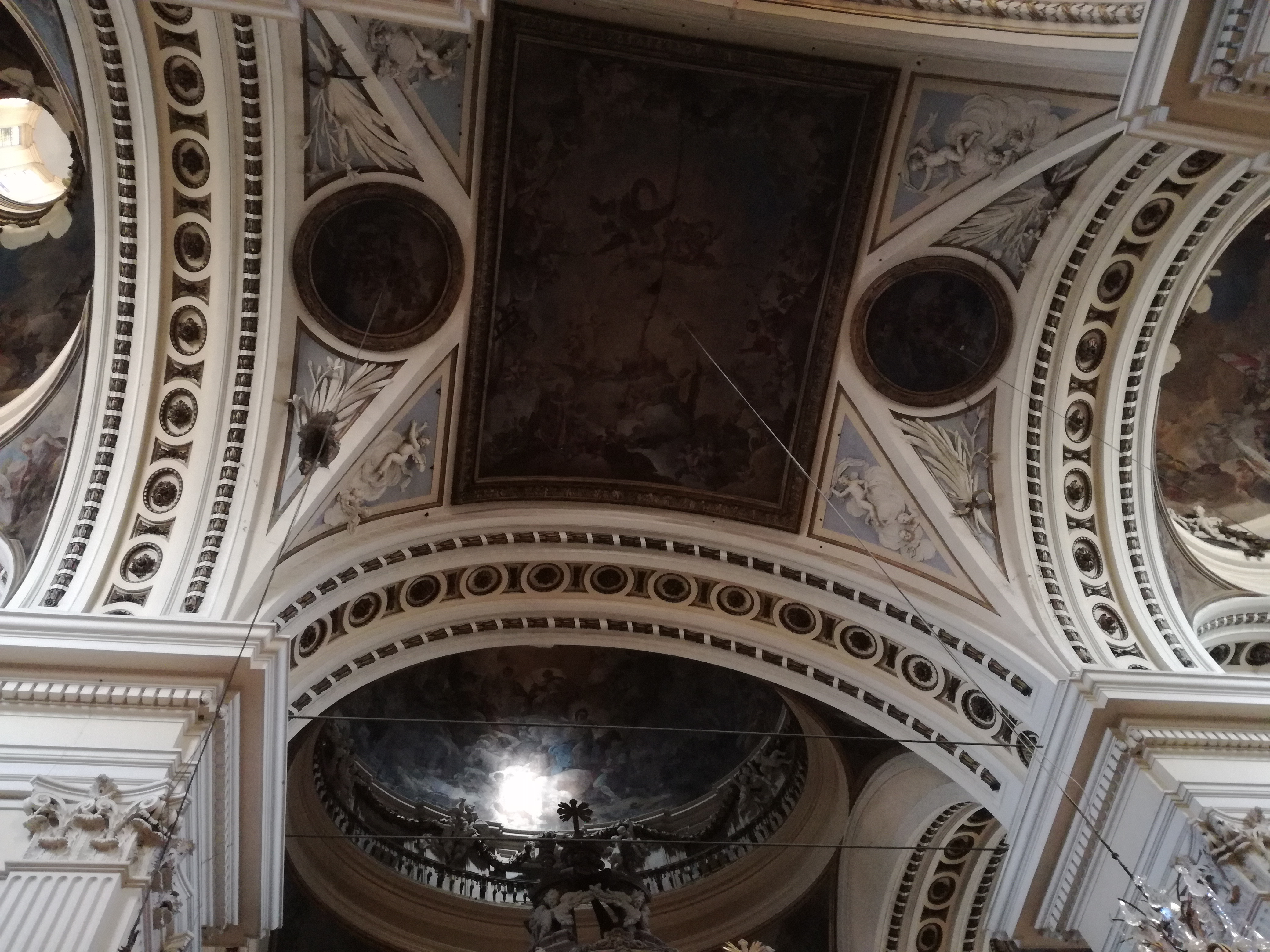
Foro causato dalla bomba lanciata e non esplosa
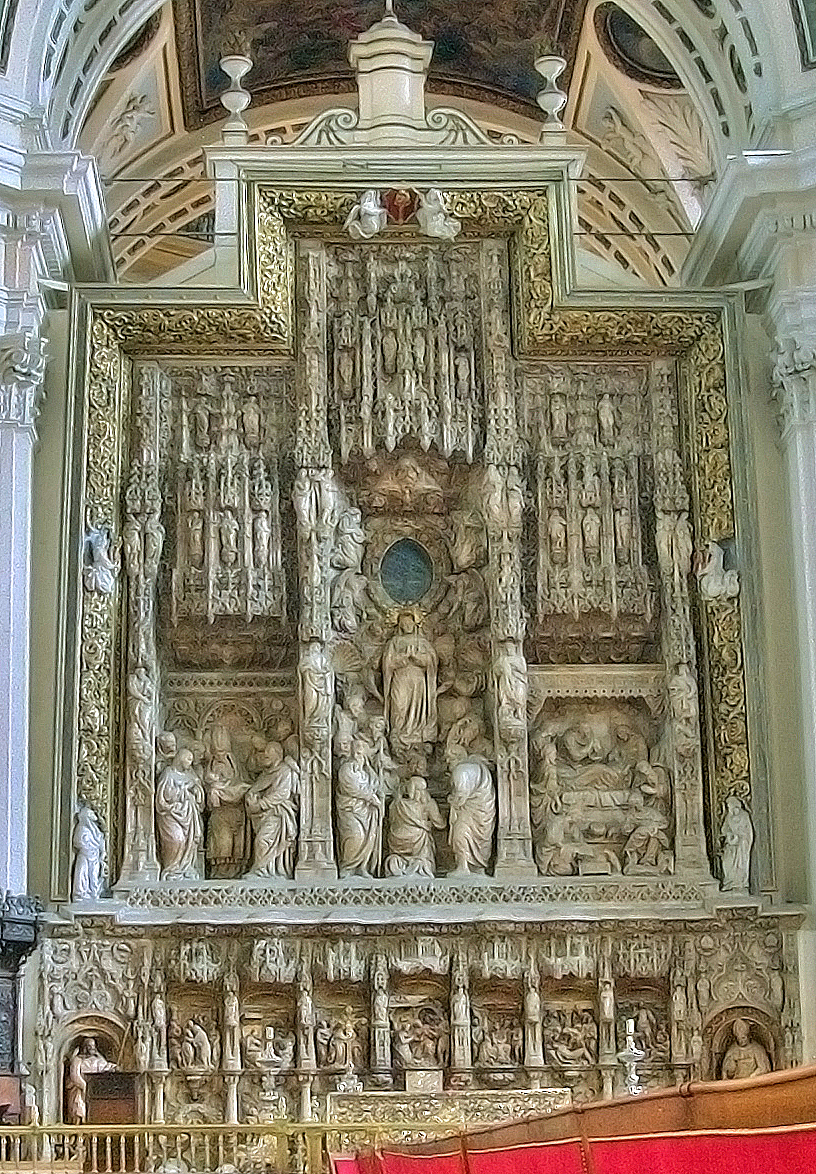
Retablo dell'Assunzione di Damiàn Forment, 1509-1518